# Atlasotter
Die Atlasotter oder Saharaotter (Daboia mauritanica, Synonyme u. a.: Macrovipera mauritanica, Daboia deserti) ist eine Art der Orientalischen Vipern (Daboia) innerhalb der Vipern (Viperidae). Sie ist im westlichen Teil Nordafrikas verbreitet und kommt in Marokko, auch im Bereich der Westsahara, Algerien und Tunesien vor.

## Merkmale
Die Atlasotter ist eine große Art der Vipern und erreicht eine durchschnittliche Länge von etwa 100 bis 150 cm, wobei einzelne Individuen auch noch länger werden; damit gehört sie zu den größeren Arten der Vipern. Die Grundfarbe ist hellgrau bis gelblich und rötlichgrau mit einer Rückenzeichnung aus einem abgerundeten Wellenband, das in einzelne Flecken aufgelöst sein kann. Die Musterung löst sich mit dem Alter auf, sodass ältere Tiere nur noch eine sehr undeutliche Zeichnung besitzen. Auch Individuen ohne Zeichnung sind bekannt. Melanistische Individuen sind nicht bekannt. Der Bauch ist grau mit einer schwarzen Sprenkelung. Über die Augen zieht sich ein dunkles Schläfenband bis zu den Mundwinkeln, ein zweites Band führt senkrecht von den Augen zur Mundspalte.
Der sehr breite und dreieckige Kopf mit abgerundeter und kurzer Schnauze ist deutlich vom kräftigen Körper abgesetzt. Die Augen besitzen vertikale Pupillen. Die Kopfschilde sind vollständig in kleine, gekielte Einzelschuppen aufgelöst. Auch die Oberaugenschilder sind in kleinere Schuppen aufgelöst. Die Augen sind von einem Ring aus 12 bis 18 Circumorbtalia umgeben. Von den 11 bis 12 Oberlippenschilden (Supralabialia) werden die Augen durch zwei oder drei Reihen von Unteraugenschilden (Supraocularia) getrennt. Die großen Nasenlöcher liegen in einem einzelnen, großen Nasenschild aus Nasale und Nasorostrale.
Die Körper- und Kopfschuppen sind mit Ausnahme der letzten Reihe mit Kontakt zu den Bauchschuppen stark gekielt. Am Rücken befinden sich in der Regel 27 Schuppenreihen um die Körpermitte. Bauchseitig sind 164 bis 170 Bauchschilde (Ventralia) und nach einem ungeteilten Analschild 44 bis 51 geteilte Unterschwanzschilde (Subcaudalia) vorhanden. Der Schwanz ist vergleichsweise lang.

## Schlangengift
Das Gift der Atlasotter ist wie das aller Vipernarten hämotoxisch, eine ärztliche Behandlung mit einem adäquaten Antivenin ist notwendig.

## Verbreitung und Lebensraum

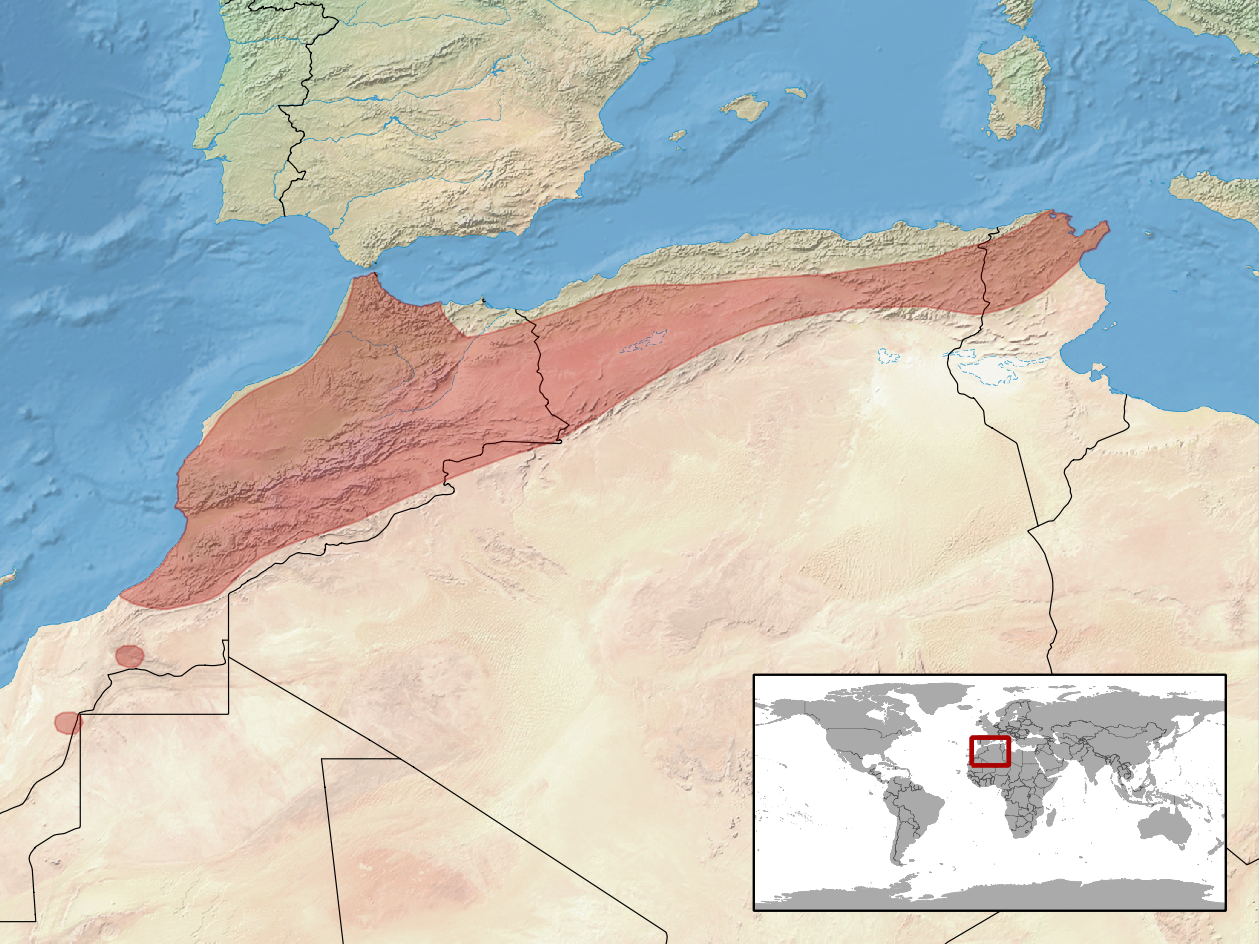
Verbreitungsgebiet der Atlasotter (vor Synonymisierung mit der Saharaotter)

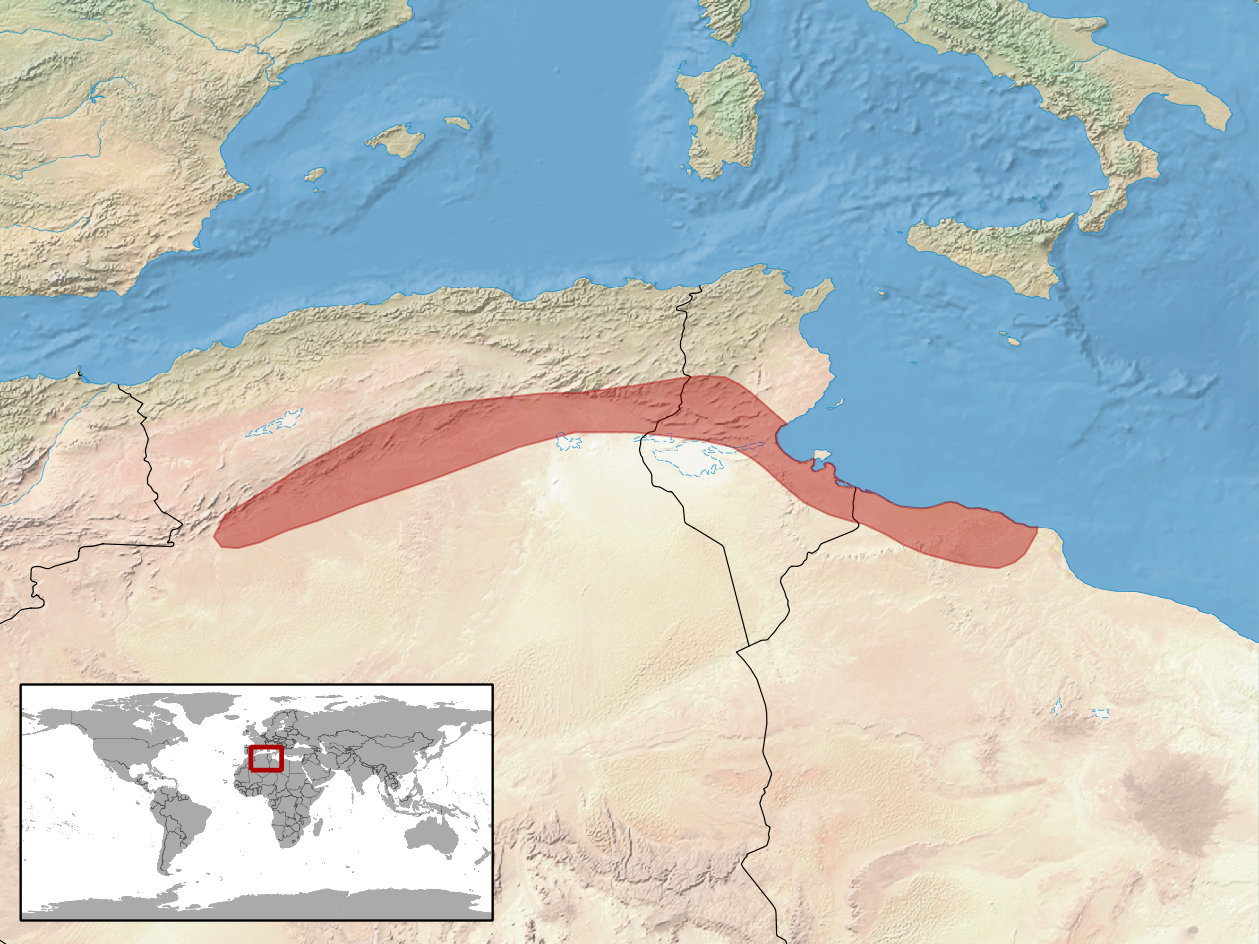
Zusätzliches Verbreitungsgebiet der ehemals als eigenständig angesehenen Saharaotter

Die Atlasotter ist über weite Teile des westlichen Nordafrikas nördlich und südlich des Atlasgebirges verbreitet und kommt daher in Marokko, Westsahara, Algerien und Tunesien vor. Als Lebensraum bevorzugt sie sonnige und mit Steinbrocken und Vegetation durchsetzte Berghänge in Höhenlagen bis über 2.000 Metern Höhe. Die Tiere der ehemals als eigenständige Art betrachteten Saharaotter leben in den höher gelegenen Wüstengebieten in Libyen und Tunesien sowie den Fuß des Atlas in Algerien.
Der semiaride Lebensraum ist gekennzeichnet durch Trockenheit und eine teilweise sehr spärliche Vegetation sowie durch einen steinigen oder sandigen Untergrund.

## Lebensweise
Die Atlasotter ist überwiegend dämmerungs- und nachtaktiv und ist eine reine Bodenschlange. Tagsüber verbringt sie die heißeren Tageszeiten in Felsspalten oder unter Steinen, in Höhlungen und unter der Vegetation. Sie ernährt sich vor allem von Kleinsäugern wie Mäusen und Ratten sowie von Eidechsen und Vögeln, die sie durch einen Giftbiss tötet. Die Jungschlangen ernähren sich von kleinen Eidechsen. Die zum Klettern befähigten Schlangen erbeuten zudem Jungvögel und Eiern aus Nestern.
Die Schlange ist eierlegend (ovipar) und die Weibchen legen bis zu 20 Eier, die Jungschlangen schlüpfen nach sechs bis acht Wochen.

## Systematik
Die Atlasotter wurde lange Zeit in die Gattung der Echten Vipern (Vipera) eingeordnet, gemeinsam mit den meisten anderen europäischen Vipern. 1992 erfolgte eine Revision der Gattung Vipera, bei der die Atlasotter auf der Basis von biochemischen Merkmalen gemeinsam mit drei weiteren Arten in die Gattung der Großvipern (Macrovipera) eingeordnet wurde, zugleich stellte die Kettenviper die einzige Art der Gattung Daboia dar.

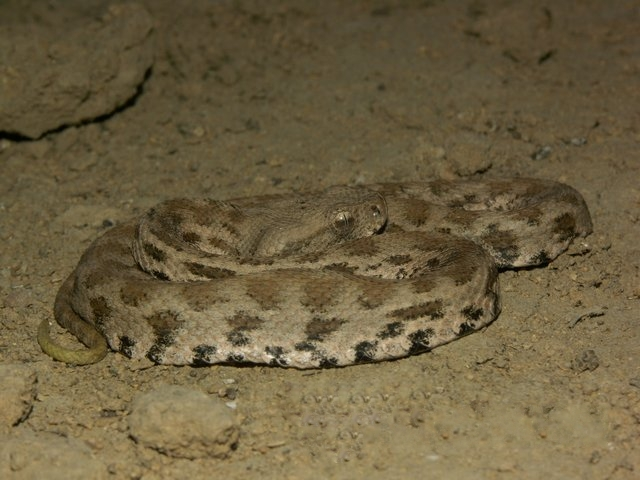
Levanteotter (Macrovipera lebetina)

Durch Lenk et al. 2001 wurde diese Zusammenstellung allerdings angezweifelt. Auf molekularbiologischer Basis wurde die Zuordnung der afrikanischen Macrovipera sowie der Palästinaviper zur Gattung Daboia vorgeschlagen. Diese Ansicht wird bestätigt durch Garrigues et al. 2004: Wie bei Lenk et al. 2001 ist die Gattung der Großvipern in der aktuellen Zusammenstellung paraphyletisch, die Kettenviper (Daboia russeli) bildet ein Taxon mit der Palästinaviper und den ehemaligen afrikanischen Großvipernarten. Mallow et al. 2003 ordnete entsprechend die Palästinaotter zusammen mit der zu diesem Zeitpunkt als eigenständig betrachteten Saharaotter in die Gattung Macrovipera ein, 2008 wurden sie von Wüster et al. auf Basis der Ergebnisse von Lenk et al. zu Daboia gestellt.
Auf der Basis einer Revision von 2017 wurde der Artstatus der bis dahin als eigenständige Art eingestufte Saharaotter (Daboia deserti) revidiert und sie wurde mit der Atlasotter synonymisiert.

## Gefährdung
Die Atlasotter ist in der Roten Liste der IUCN aufgrund ihrer abnehmenden Bestände als Art der Vorwarnliste („near threatened“) gelistet. Die Bestände sind seit Jahren wahrscheinlich stark rückläufig mit einer Rate von weniger als 30 % innerhalb von zehn Jahren. Die IUCN führt die Saharaotter noch als eigenständige Art, gibt jedoch an, dass die Artenzugehörigkeit in Diskussion ist.

## Belege
1. 1 2 3 4  David Mallow, David Ludwig, Göran Nilson: True Vipers. Natural History and Toxinology of Old World Vipers. Krieger Publishing Company Malabar, Florida, 2003; Seiten 141–159. ISBN 0-89464-877-2
2. ↑  Herrmann, H.-W., U. Joger & G. Nilson (1992): Phylogeny and systematics of viperine snakes. III: resurrection of the genus Macrovipera (Reuss, 1927) as suggested by biochemical evidence. Amphibia-Reptilia, 13: 375–392
3. ↑  Lenk, P., S. Kalayabina, M. Wink & U. Joger (2001) Evolutionary relationships among the true vipers (Reptilia: Viperidae) inferred from mitochondrial DNA sequences. Molecular Phylogenetics and Evolution 19: 94–104. (Volltext-PDF)
4. ↑  Thomas Garrigues,  Catherine Dauga, Elisabeth Ferquel, Valérie Choumet and Anna-Bella Failloux: Molecular phylogeny of Vipera Laurenti, 1768 and the related genera Macrovipera (Reuss, 1927) and Daboia (Gray, 1842), with comments about neurotoxic Vipera aspis aspis populations. Molecular Phylogenetics and Evolution 35 (1), 2005; S. 35–47.
5. ↑  Wolfgang Wüster, Lindsay Peppin, Catharine E. Pook, Daniel E. Walker: A nesting of vipers: Phylogeny and historical biogeography of the Viperidae (Squamata: Serpentes). Molecular Phylogenetics and Evolution 49 (2008); S. 445–459.
6. ↑  Fernando Martínez-Freiría, Pierre-André Crochet, Soumia Fahd, Philippe Geniez, José C Brito, Guillermo Velo-Antón: Integrative phylogeographical and ecological analysis reveals multiple Pleistocene refugia for Mediterranean Daboia vipers in north-west Africa Biological Journal of the Linnean Society 122 (2), Oktober 2017, S. 366–384, doi: 10.1093/biolinnean/blx038.
7. 1 2  Daboia mauritanica in der Roten Liste gefährdeter Arten der IUCN 2023. Eingestellt von: Miras, J.A.M., Joger, U., Pleguezuelos, J. & Slimani, T., 2006. Abgerufen am 26. Januar 2023.
8. ↑  Daboia deserti in der Roten Liste gefährdeter Arten der IUCN 2023. Eingestellt von: Miras, J.A.M., Joger, U., Pleguezuelos, J. & Slimani, T., 2006. Abgerufen am 26. Januar 2023.